# شعار الاتحاد الأوروبي
في اللاتنية In varietate concordia (بالعربية: متحدون في التنوع)هو الشعار الرسمي للاتحاد الأوروبي، الذي تم اعتماده في عام 2000. وتحظى ترجمات الشعار باللغات الرسمية الـ 24 الأخرى للاتحاد الأوروبي بمكانة متساوية. وهي مستوحاة من نسختها باللغة اللاتينية التي صاغها الإيطالي الحائز على جائزة نوبل إرنستو تيودورو مونيتا: In varietate concordia أو In varietate Unitas، والذي يستخدم أيضًا كحل وسط. إنه أحد أحدث رموز الاتحاد الأوروبي، إلى جانب العلم والنشيد الأوروبي، ولكنه، على عكس معظم الرموز، خاص بالاتحاد الأوروبي وليس ناشئًا عن مجلس أوروبا.
وفقًا للمفوضية الأوروبية، "يعني الشعار أن الأوروبيين، من خلال الاتحاد الأوروبي، متحدون في العمل معًا من أجل السلام والازدهار، وأن الثقافات والتقاليد واللغات المختلفة في أوروبا تمثل رصيدًا إيجابيًا للقارة." وهذا يرقى إلى احتضان التعددية الثقافية كهدف للتكامل الأوروبي، على عكس هدف الهوية الأوروبية الناشئة الذي تم الدفاع عنه في التسعينيات.